# Легка атлетика на Літній універсіаді 2003
Змагання з легкої атлетики на Літній універсіаді 2003 проходили 25-30 серпня у Тегу на однойменному стадіоні.

## Призери

### Чоловіки
| Дисципліни                | Золото                                                                    | Золото   | Срібло                                                          | Срібло   | Бронза                                                         | Бронза   |
| ------------------------- | ------------------------------------------------------------------------- | -------- | --------------------------------------------------------------- | -------- | -------------------------------------------------------------- | -------- |
| 100 метрів                | Кріс Ламберт Велика Британія                                              | 10,44    | Лі Джуліус ПАР                                                  | 10,50    | Деян Войнович Хорватія                                         | 10,58    |
| 200 метрів                | Лі Джуліус ПАР                                                            | 20,49    | Рол Гессіон Ірландія                                            | 20,89    | Їржі Войтик Чехія                                              | 21,03    |
| 400 метрів                | Андрій Твердоступ Україна                                                 | 46,08    | Денис Рипаков Казахстан                                         | 46,51    | Рафал Верушевський Польща                                      | 46,53    |
| 800 метрів                | Роман Оравець Чехія                                                       | 1.48,01  | Раміль Аріткулов Росія                                          | 1.48,19  | Фабіану Песанья Бразилія                                       | 1.48,20  |
| 1500 метрів               | Йохан Преторіус ПАР                                                       | 3.42,81  | Педро Антоніо Естесо Іспанія                                    | 3.42,82  | Фабіану Песанья Бразилія                                       | 3.43,91  |
| 5000 метрів               | Сергій Лебідь Україна                                                     | 13.50,94 | Ян Фіцхен Німеччина                                             | 13.53,06 | Хішам Беллані Марокко                                          | 13.53,79 |
| 10000 метрів              | Ян Фіцхен Німеччина                                                       | 29.39,47 | Абделла Бай Марокко                                             | 29.41,54 | Гасінокуті Рюїті Японія                                        | 29.42,07 |
| 110 метрів з бар'єрами    | Ансельму да Сілва Бразилія                                                | 13,68    | Ігор Перемота Росія                                             | 13,75    | Пак Те Кьон Південна Корея                                     | 13,78    |
| 400 метрів з бар'єрами    | Томас Кортбек Нідерланди                                                  | 48,95    | Метью Дуглас Велика Британія                                    | 49,26    | Гендрік Бота ПАР                                               | 49,51    |
| 3000 метрів з перешкодами | Сезар Перес Іспанія                                                       | 8.38,52  | Венсан Зуаві-Дандрійо Франція                                   | 8.39,24  | Андрій Ольшанський Росія                                       | 8.39,62  |
| 4×100 метрів              | ЯпоніяІсікура Кадзукі Такахіра Сіндзі Йосіно Тацуро Арай Томоюкі          | 39,45    | РосіяЄвген Воробйов Олександр Рябов Роман Смірнов Андрій Єпішин | 39,67    | ЕстоніяАллар Аасма Генрі Соол Мартін Віманн Мікк Йооріц        | 39,99    |
| 4×400 метрів              | УкраїнаВолодимир Демченко Євген Зюков Геннадій Горбенко Андрій Твердоступ | 3.03,15  | РосіяДмитро Петров Андрій Семенов Сергій Бабаєв Ігор Васильєв   | 3.04,78  | Велика БританіяМетью Дуглас Джеймс Чатт Бредлі Їнд Адам Поттер | 3.05,54  |
| Ходьба 20 кілометрів      | Степан Юдін Росія                                                         | 1:23.34  | Володимир Потьомін Росія                                        | 1:23.50  | Василь Іванов Росія                                            | 1:23.55  |
| Напівмарафон              | Абделла Бай Марокко                                                       | 1:04.21  | Френсіс Їга Уганда                                              | 1:05.24  | Іван Санчес Дієс Іспанія                                       | 1:05.29  |
| Стрибки у висоту          | Емільян Кащик Польща                                                      | 2,26     | Жуан Шарман Франція                                             | 2,23     | Йоанніс Константіну КіпрЦуй Кай КНРОлександр Верютін Білорусь  | 2,20     |
| Стрибки з жердиною        | Олександр Корчмід Україна                                                 | 5,75     | Ігор Павлов Росія                                               | 5,65     | Б'єрн Отто НімеччинаТіберіу Агостон Румунія                    | 5,50     |
| Стрибки в довжину         | Валерій Васильєв Україна                                                  | 8,07     | Данут Сіміон Румунія                                            | 8,04     | Андрій Брагін Росія                                            | 8,04     |
| Потрійний стрибок         | Гу Цзюньцзе КНР                                                           | 16,90    | Віктор Ястребов Україна                                         | 16,88    | Євген Плотнір Росія                                            | 16,82    |
| Штовхання ядра            | Андрій Міхневич Білорусь                                                  | 20,76    | Павло Лижин Білорусь                                            | 20,72    | Неджад Мулабегович Хорватія                                    | 19,99    |
| Метання диска             | У Тао КНР                                                                 | 62,32    | Анджей Кравчик Польща                                           | 60,70    | Емека Удечуку Велика Британія                                  | 60,44    |
| Метання молота            | Іван Тихон Білорусь                                                       | 82,77 UR | Петер Ботфа Угорщина                                            | 74,41    | Давід Седерберг Фінляндія                                      | 72,84    |
| Метання списа             | Ігор Яник Польща                                                          | 76,83    | Еско Міккола Фінляндія                                          | 75,82    | Вільям Гамлін-Гарріс Австралія                                 | 75,50    |
| Десятиборство             | Ромен Барра Франція                                                       | 8196     | Індрек Турі Естонія                                             | 8122     | Микола Тищенко Росія                                           | 7911     |

### Жінки
| Дисципліни             | Золото                                                                  | Золото   | Срібло                                                         | Срібло   | Бронза                                                                                  | Бронза   |
| ---------------------- | ----------------------------------------------------------------------- | -------- | -------------------------------------------------------------- | -------- | --------------------------------------------------------------------------------------- | -------- |
| 100 метрів             | Цинь Ванпін КНР                                                         | 11,53    | Еніке Сабо Угорщина                                            | 11,61    | Олена Болсун Росія                                                                      | 11,65    |
| 200 метрів             | Олена Болсун Росія                                                      | 23,39    | Катерина Кондратьєва Росія                                     | 23,43    | Дженіс Дейлі Ямайка                                                                     | 23,55    |
| 400 метрів             | Тетяна Фірова Росія                                                     | 51,81    | Марія Лісніченко Росія                                         | 52,54    | Есті Віттсток ПАР                                                                       | 52,86    |
| 800 метрів             | Лільяна Барбулеску Румунія                                              | 2.00,06  | Анна Загорська Польща                                          | 2.00,11  | Ірина Вашенцева Росія                                                                   | 2.00,77  |
| 1500 метрів            | Наталія Сидоренко Україна                                               | 4.11,69  | Йоханна Ріску Фінляндія                                        | 4.11,88  | Малінді Елмор Канада                                                                    | 4.12,00  |
| 5000 метрів            | Елоїз Поппетт Австралія                                                 | 15.47,19 | Чжан Юйхун КНР                                                 | 15.47,62 | Крістіна Касандра Румунія                                                               | 15.50,44 |
| 10000 метрів           | Наталія Черкеш Молдова                                                  | 33.37,05 | Альона Самохвалова Росія                                       | 33.40,57 | Анна Інчерті Італія                                                                     | 33.49,71 |
| 100 метрів з бар'єрами | Сюй Цзя КНР                                                             | 13,29    | Євгенія Ліхута Білорусь                                        | 13,33    | Наталія Кресова Росія                                                                   | 13,35    |
| 400 метрів з бар'єрами | Марен Шотт Німеччина                                                    | 55,28    | Хуан Сяосяо КНР                                                | 56,10    | Анастасія Рабченюк Україна                                                              | 56,30    |
| 4×100 метрів           | КНРЧень Ліша Чжу Цзюаньхун Ні Сяолі Цинь Ванпін                         | 44,09    | ФранціяСелін Теламон Орор Кассамбара Амелі Уїг Сесіль Сельє    | 44,68    | БразиліяЖільванейде де Олівейра Роземар Коелью Нету Соня Фісанья Татьяна Режина Ігнасіу | 45,79    |
| 4×400 метрів           | РосіяКатерина Кондратьєва Тетяна Фірова Наталія Лавшук Марія Лісніченко | 3.31,63  | ПольщаМарта Хруст Евеліна Сетовська Йоанна Буза Анна Загорська | 3.38,17  | НімеччинаАня Нойперт Катя Келлер Анніка Маєр Марен Шотт                                 | 3.38,87  |
| Ходьба 20 кілометрів   | Тетяна Сибільова Росія                                                  | 1:34.55  | Цзян Сінлі КНР                                                 | 1:35.52  | Тетяна Короткова Росія                                                                  | 1:36.52  |
| Напівмарафон           | Танака Маті Японія                                                      | 1:13:06  | Чо Бун Гуей Північна Корея                                     | 1:13:47  | Чан Сон Ок Північна Корея                                                               | 1:13.55  |
| Стрибки у висоту       | Дора Дьєрффі Угорщина                                                   | 1,94     | Анна Ксок Польща                                               | 1,94     | Олена Слесаренко Росія                                                                  | 1,94     |
| Стрибки з жердиною     | Тетяна Полнова Росія                                                    | 4,70 UR  | Анастасія Шведова Росія                                        | 4,40     | Надін Рор Швейцарія                                                                     | 4,25     |
| Стрибки в довжину      | Ірина Сімагіна Росія                                                    | 6,49     | Аліна Мілітару Румунія                                         | 6,45     | Зіта Айклер Угорщина                                                                    | 6,38     |
| Потрійний стрибок      | Оксана Рогова Росія                                                     | 14,16    | Вікторія Гурова Росія                                          | 14,14    | Мар'яна Соломон Румунія                                                                 | 14,09    |
| Штовхання ядра         | Лі Фенфен КНР                                                           | 18,55    | Лі Мьон Сон Південна Корея                                     | 17,58    | Олена Іваненко Білорусь                                                                 | 17,29    |
| Метання диска          | Наталія Фокіна Україна                                                  | 63,11    | Лі Яньфен КНР                                                  | 61,12    | Сюй Шаоян КНР                                                                           | 58,64    |
| Метання молота         | Лю Інхуей КНР                                                           | 69,05    | Гульфія Ханафеєва Росія                                        | 65,12    | Аньєшка Погрошевська Польща                                                             | 64,27    |
| Метання списа          | Барбара Мадейчик Польща                                                 | 56,23    | Крістіна Шервін Данія                                          | 56,08    | Мерседес Чілья Іспанія                                                                  | 55,94    |
| Семиборство            | Кайлі Вілер Австралія                                                   | 6031     | Джейн Джемісон Австралія                                       | 5908     | Міхаела Гейнова Чехія                                                                   | 5795     |

## Медальний залік
| Місце               | Країна              | Золото | Срібло | Бронза | Загалом |
| ------------------- | ------------------- | ------ | ------ | ------ | ------- |
| 1                   | Росія               | 8      | 12     | 10     | 30      |
| 2                   | КНР                 | 7      | 4      | 2      | 13      |
| 3                   | Україна             | 7      | 1      | 1      | 9       |
| 4                   | Польща              | 3      | 4      | 2      | 9       |
| 5                   | Білорусь            | 2      | 2      | 2      | 6       |
| 6                   | Німеччина           | 2      | 1      | 2      | 5       |
| 6                   | ПАР                 | 2      | 1      | 2      | 5       |
| 8                   | Австралія           | 2      | 1      | 1      | 4       |
| 9                   | Японія              | 2      | 0      | 1      | 3       |
| 10                  | Франція             | 1      | 3      | 0      | 4       |
| 11                  | Румунія             | 1      | 2      | 3      | 6       |
| 12                  | Угорщина            | 1      | 2      | 1      | 4       |
| 13                  | Іспанія             | 1      | 1      | 2      | 4       |
| 13                  | Велика Британія     | 1      | 1      | 2      | 4       |
| 15                  | Марокко             | 1      | 1      | 1      | 3       |
| 16                  | Бразилія            | 1      | 0      | 3      | 4       |
| 17                  | Чехія               | 1      | 0      | 2      | 3       |
| 18                  | Молдова             | 1      | 0      | 0      | 1       |
| 18                  | Нідерланди          | 1      | 0      | 0      | 1       |
| 20                  | Фінляндія           | 0      | 2      | 1      | 3       |
| 21                  | Естонія             | 0      | 1      | 1      | 2       |
| 21                  | Південна Корея      | 0      | 1      | 1      | 2       |
| 21                  | Північна Корея      | 0      | 1      | 1      | 2       |
| 24                  | Ірландія            | 0      | 1      | 0      | 1       |
| 24                  | Данія               | 0      | 1      | 0      | 1       |
| 24                  | Казахстан           | 0      | 1      | 0      | 1       |
| 24                  | Уганда              | 0      | 1      | 0      | 1       |
| 28                  | Хорватія            | 0      | 0      | 2      | 2       |
| 29                  | Італія              | 0      | 0      | 1      | 1       |
| 29                  | Канада              | 0      | 0      | 1      | 1       |
| 29                  | Кіпр                | 0      | 0      | 1      | 1       |
| 29                  | Швейцарія           | 0      | 0      | 1      | 1       |
| 29                  | Ямайка              | 0      | 0      | 1      | 1       |
| Загалом (33 збірні) | Загалом (33 збірні) | 45     | 45     | 48     | 138     |

## Виступ українців
| Чоловіки (11) | Чоловіки (11)                                                      | Чоловіки (11) | Чоловіки (11)    |
| Місце         | Атлет                                                              | Дисципліна    | Результат        |
| ------------- | ------------------------------------------------------------------ | ------------- | ---------------- |
| 1             | Андрій Твердоступ                                                  | 400 м         | 46,08            |
| 1             | Сергій Лебідь                                                      | 5000 м        | 13.50,94         |
| 1             | Володимир Демченко Євген Зюков Геннадій Горбенко Андрій Твердоступ | 4×400 м       | 3.03,15          |
| 1             | Олександр Корчмід                                                  | жердина       | 5,75             |
| 1             | Валерій Васильєв                                                   | довжина       | 8,07             |
| 2             | Віктор Ястребов                                                    | потрійний     | 16,88            |
|               | Володимир Демченко                                                 | 400 м         | 46,82 (46,58)[a] |
|               | Микола Саволайнен                                                  | потрійний     | 16,60            |
|               | Андрій Бородкін                                                    | ядро          | 18,26            |
|               | Олександр Пацеля                                                   | довжина       | 7,61             |

| Жінки (9) | Жінки (9)          | Жінки (9)    | Жінки (9)   |
| Місце     | Атлетка            | Дисципліна   | Результат   |
| --------- | ------------------ | ------------ | ----------- |
| 1         | Наталія Сидоренко  | 1500 м       | 4.11,69     |
| 1         | Наталія Фокіна     | диск         | 63,11       |
| 3         | Анастасія Рабченюк | 400 м з/б    | 56,30       |
|           | Тамара Волкова     | 800 м        | 2.01,86     |
|           | Олена Голоша       | висота       | 1,88        |
|           | Наталія Сорокіна   | довжина      | 6,24        |
|           | Юлія Акуленко      | довжина      | 6,16 (6,24) |
|           | Наталія Добринська | п'ятиборство | 5553        |
| —         | Валентина Савчук   | ходьба 20 км | DNS         |

a  У дужках вказаний більш високий результат, що був показаний на попередній стадії змагань (у забігу чи кваліфікації).